# Kristian Fletcher
Kristian George Fletcher (Bowie, 6 agosto 2005) è un calciatore statunitense, attaccante del D.C. United.

## Carriera

### Club
Cresciuto nel Bethseda, Fletcher ha firmato per il Loudoun Utd il 30 agosto 2022. Ha debuttato in USL Championship il 15 maggio nell'incontro perso 4-2 contro il Detroit City ed il 28 luglio ha segnato il suo primo gol contro il Birmingham Legion.
Il 30 agosto è stato promosso in prima squadra dal D.C. United e due giorni dopo ha debuttato in MLS nell'incontro vinto 2-1 contro il New York City. Ha segnato la sua prima rete il 9 ottobre seguente contro il FC Cincinnati.
Il 20 settembre 2023 è stato ceduto in prestito per sei mesi allo Swansea City, dove ha giocato solamente con l'Under-21. Rientrato negli Stati Uniti, è stato confermato in rosa dal DC United per la stagione 2024.

### Nazionale
Nel 2022 ha debuttato con gli Stati Uniti Under-19.

## Statistiche

### Presenze e reti nei club
Statistiche aggiornate al 16 giugno 2024.
| Stagione        | Squadra         | Campionato      | Campionato | Campionato | Coppe nazionali | Coppe nazionali | Coppe nazionali | Coppe continentali | Coppe continentali | Coppe continentali | Altre coppe | Altre coppe | Altre coppe | Totale | Totale | Totale |
| Stagione        | Squadra         | Comp            | Pres       | Reti       | Comp            | Pres            | Reti            | Comp               | Pres               | Reti               | Comp        | Pres        | Reti        | Pres   | Reti   |        |
| --------------- | --------------- | --------------- | ---------- | ---------- | --------------- | --------------- | --------------- | ------------------ | ------------------ | ------------------ | ----------- | ----------- | ----------- | ------ | ------ | ------ |
| 2022            | Loudoun Utd     | USC             | 17         | 4          |                 | -               | -               |                    | -                  | -                  |             | -           | -           | 17     | 4      |        |
| 2022            | D.C. United     | MLS             | 2          | 1          | USCup           | 0               | 0               |                    | -                  | -                  |             | -           | -           | 2      | 1      |        |
| 2023            | D.C. United     | MLS             | 10         | 0          | USCup           | 2               | 0               |                    | -                  | -                  | LC          | 1           | 0           | 13     | 0      |        |
| 2024            | D.C. United     | MLS             | 13         | 1          | USCup           | 0               | 0               | CCC                | 0                  | 0                  | LC          | 0           | 0           | 13     | 1      |        |
| Totale carriera | Totale carriera | Totale carriera | 42         | 6          |                 | 2               | 0               |                    | 0                  | 0                  |             | 1           | 0           | 45     | 6      |        |